# Abgeleitete Karte
Eine abgeleitete Karte (englisch derivative map) ist in der Kartografie eine Karte, die durch Analysieren, Verändern oder Kombinieren anderer Karten erstellt wird, also nicht aus einer Originalvermessung stammt. Zweck solcher Karten sind spezielle Fragestellungen wie beispielsweise die Vorhersage spezifischer Gefahren für Risikoanalysen, Machbarkeitsstudien wirtschaftlicher oder anderer Art usw. Insbesondere bei der Raumplanung spielen abgeleitete Karten mit Informationen über die geologischen Gegebenheiten, wie Karst, verzeichnete Erdrutsche, seismische oder vulkanische Aktivitäten und ähnliches eine große Rolle.
Siehe auch:
- Folgekarte, abgeleitete Quellenkarte